# Große Aue
De Große Aue is een rivier in Nedersaksen en Noordrijn-Westfalen, Duitsland die uitmondt in de Wezer. Ze ontspringt bij Dono, een gehucht onder Bieren (Rödinghausen). Allereerst heet de rivier gewoon Aue en tot Bad Holzhausen Mühlenbach omdat er twee watermolens worden aangedreven. In die plaats breekt het riviertje in een doorbraakdal door het Wiehengebergte heen, en stroomt naar het noorden, de Noord-Duitse Laagvlakte in. Bij Hedem, een dorpje in de gemeente Preußisch Oldendorf, kruist de Große Aue het Mittellandkanaal. Bij Barenburg, in de Samtgemeinde Kirchdorf, neemt ze de Kleine Aue op en heet van daar af ofwel Aue ofwel nog steeds Große Aue (de geografen zijn het op dit punt niet allen met elkaar eens). Bij Binnen, in de Samtgemeinde Liebenau, mondt de (Große) Aue uit in de Wezer.
Na de Tweede Wereldoorlog werd de Große Aue gekanaliseerd, om te proberen hoogwater en overstromingen van de rivier te voorkomen. Echter, sinds de jaren 1980 werd het natuurlijk verloop deels weer hersteld, om de unieke flora en fauna van het gebied te behouden.
- Gemeinsame Normdatei: 103348282X
- Virtual International Authority File: 297926786